# Rémay Gyula
Rémay Gyula (Torrington, 1901. október 3. – Budapest, 1940. március 16.) válogatott labdarúgó, középcsatár. Testvére, Rémay János szintén válogatott labdarúgó volt.

## Pályafutása

### Klubcsapatban
A Nemzeti FC labdarúgója volt. Technikás, jól cselező csatár volt, akinek gyorsasága azonban elmaradt az átlagtól. Szükség esetén kapusként is helyt állt a csapatban.

### A válogatottban
1926-ban egy alkalommal szerepelt a magyar labdarúgó-válogatottban.

## Statisztika

### Mérkőzése a válogatottban
| Magyarország | Magyarország      | Magyarország                | Magyarország | Magyarország | Magyarország | Magyarország | Magyarország | Magyarország |
| #            | Dátum             | Helyszín                    | Hazai        | Eredmény     | Vendég       | Kiírás       | Gólok        | Esemény      |
| ------------ | ----------------- | --------------------------- | ------------ | ------------ | ------------ | ------------ | ------------ | ------------ |
| 1.           | 1926. február 14. | Brüsszel, Daring Club-pálya | Belgium      | 0 – 2        | Magyarország | barátságos   | -            |              |
|              | Összesen          |                             |              | 1            | mérkőzés     |              | 0            | gól          |